# Leptotarsus (Chlorotipula) holochlorus
Leptotarsus (Chlorotipula) holochlorus is een tweevleugelige uit de familie langpootmuggen (Tipulidae). De soort komt voor in het Australaziatisch gebied.